# Claus Rönnfeldt
Claus Rönnfeldt (* 4. März 1884 in Westerwohld; † nach 1933) war ein deutscher Landwirt und Politiker (NSDAP).

## Leben
Rönnfeldt war beruflich als Landwirt in Westerwohld (Dithmarschen) tätig. Von September 1917 bis Oktober 1918 nahm er als Soldat am Ersten Weltkrieg teil und wurde während des Krieges an der Westfront eingesetzt. Während der Zeit der Weimarer Republik trat Rönnfeldt in die NSDAP ein. Von 1932 bis zur Auflösung der Körperschaft im Herbst 1933 war er Abgeordneter des Preußischen Landtages.